# Clase Udaloy
La clase Udaloy I es una serie de destructores para el combate antisubmarino construidos por la Armada Soviética, nueve de las cuales están en activo en la Armada de la Federación Rusa. La designación rusa es Projekt 1155 Fregat (ave fregata). Los buques del tipo Udaloy I se construyeron entre 1980 y 1991 y las del modelo modificado Udaloy II desde 1999.

## Evolución del diseño
El Proyecto 1155 fue iniciado en los años 70 cuando se constató que era demasiado costoso construir buques de combate de gran desplazamiento con varias funciones. El concepto de buque de superficie especializado fue desarrollado por los diseñadores soviéticos. Dos tipos de buques de guerra fueron diseñados en la Oficina Severnoye: el destructor Proyecto 956 y el Proyecto 1155 como destructor antisubmarino. La clase Udaloy se ha considerado como el equivalente soviético a los destructores de la clase Spruance de la Armada de los Estados Unidos. Hay variaciones en defensa antiaérea y un radares aéreos entre los buques de la clase. Basada en las fragatas clase Krivak, el énfasis en la lucha ASW ha limitado sus capacidades de lucha antisuperficie y antiaérea.

## Udaloy II
A la vez que se estaban dando de alta a los destructores de la clase Udaloy los diseñadores estaban pensando en un paquete de mejoras en 1982 para aumentar sus capacidades. El Projekt 1155.1 Fregat-M (Udaloy II), el único destructor multipropósito ruso, intenta ser la contrapartida rusa a los buques de la clase Arleigh Burke de la Armada de los Estados Unidos.
Las modificaciones de los Udaloy II con la primera serie fue el cambio del sistema de misiles antisubmarinos RPK-3 Metel/SS-N-14 Silex por los SS-N-22 Sunburn, reflejando un cambio de función principal de ASW a hundimiento de blancos de superficie, su capacidad antisubmarina de lanzamiento standoff se mantiene con la capacidad de disparar misiles ASW RPK-2 Viyuga/SS-N-15 Starfish desde los tubos de torpedo. Otro cambio incluye la mejora de autodefensa con la instalación de sistemas de cañón/CIWS. Externamente es similar a un Udaloy I pero con una nueva configuración de misiles antibuque, un cañón bitubo AK-130-MR-184 de 130 mm, el sistema antitorpedo RBU-12000 Udav-1 y varios sistemas antiaéreos.
Esta actualización de la clase Udaloy fue equipado con nuevos sonares más capaces y mejorados, un sistema de control de defensa aérea integrado y varios sistemas electrónicos de detención de averías. El sistema de sonar integrado MGK-355 Polinom (Horse Jawk y Horse Tail) de los Udaloy I fue sustituido por su sucesor, el nuevo sistema se sonar Zvezda M-2. El sistema Zvezda es considerado por sus diseñadores el equivalente al sonar norteamericano AN/SQS-53.

## Buques
Proyecto 1151 Fregat / Udaloy I
1. Udaloy (5.02.1980), dado de baja en 1997, desguazado en Murmansk en 2002.
2. Vicealmirante Kulakov (626) (29 de diciembre de 1981), en servicio de la Flota del Norte.
3. Mariscal Vasil'yevsky (8 de diciembre de 1983), dado de baja en 2007.
4. Almirante Zakharov (30 de diciembre de 1983), se incendió en 1992, dado de baja en 1994 y desguazado.
5. Almirante Spiridonov (30 de diciembre de 1984), dado de baja en 2001.
6. Almirante Tributs (564) (30 de diciembre de 1985), en servicio de la Flota del Pacífico.
7. Mariscal Sháposhnikov (543) (30 de diciembre de 1985), en servicio de la Flota del Pacífico.
8. Severomorsk (619) (30 de diciembre de 1987), nombre anterior Simferopol, en servicio de la Flota del Norte.
9. Almirante Levchenko (605) (30 de septiembre de 1988), nombre anterior Khabarovsk, en servicio de la Flota del Norte.
10. Almirante Vinogradov (572) (30 de diciembre de 1988), en servicio de la Flota del Pacífico.
11. Almirante Kharlamov (678) (30 de diciembre de 1988), en servicio de la Flota del Norte.
12. Almirante Panteléyev (548) (19 de diciembre de 1991), en servicio de la Flota del Pacífico.

Proyecto 1155.1 Fregat-M / Udaloy II
1. Almirante Chabanenko (650) (28 de enero de 1999), en servicio de la Flota del Norte.
2. Almirante Basisty, iniciado en 1991 pero no finalizado, desguazado en 1994
3. Almirante Kucherov, iniciado en 1991 pero no finalizado, desguazado en 1993

## Galería de imágenes

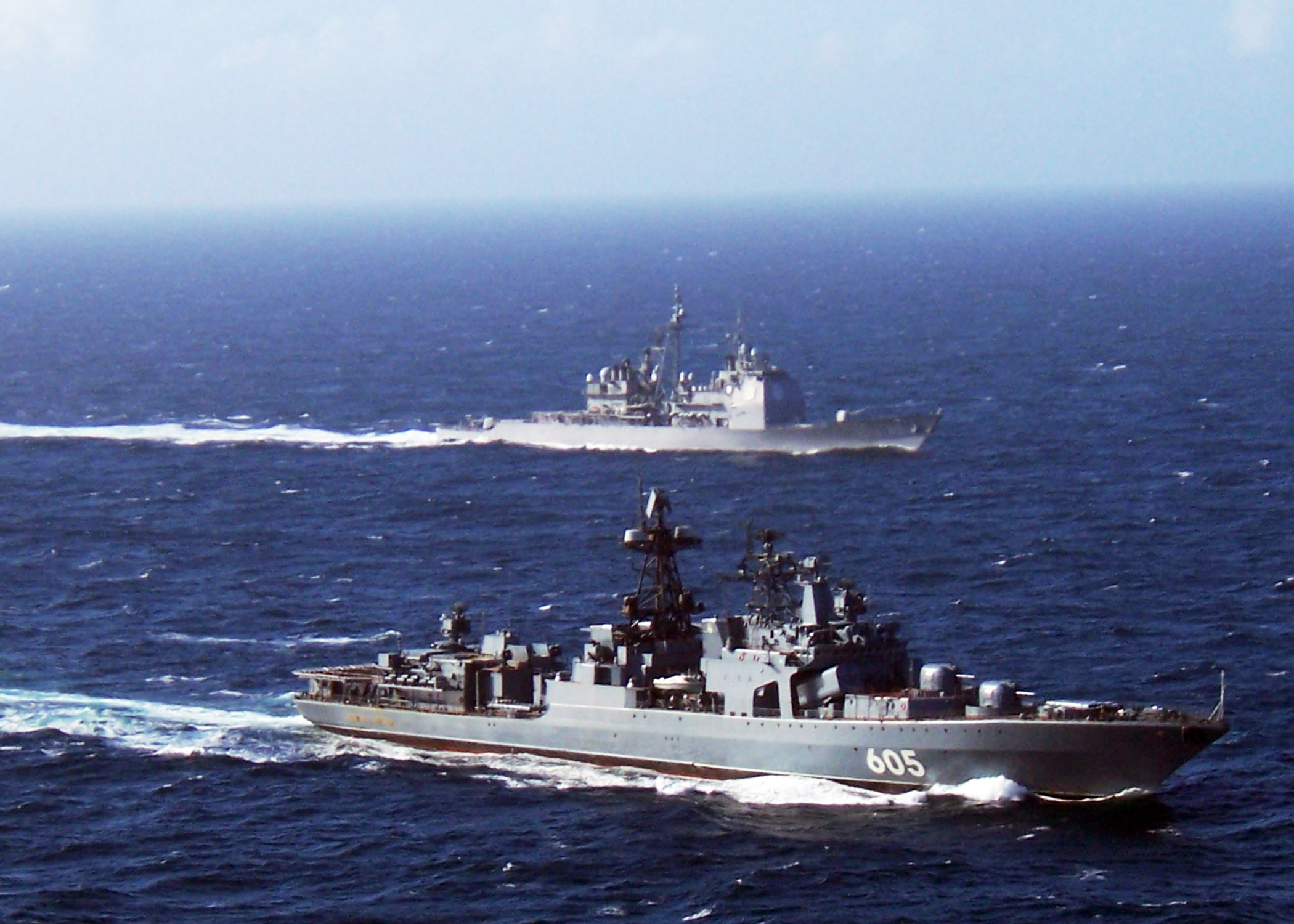
Almirante Levchenko (605) navegando junto al USS Hue City (CG-66) durante unas maniobras navales en 2004.
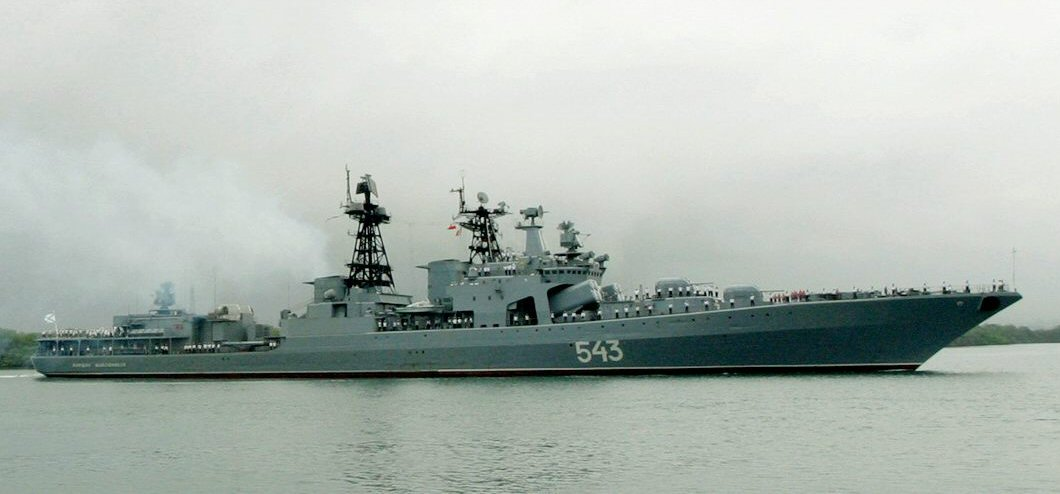
Mariscal Sháposhnikov (543) entrando a Pearl Harbor por el canal de entrada durante una visita a ese puerto en 2003.
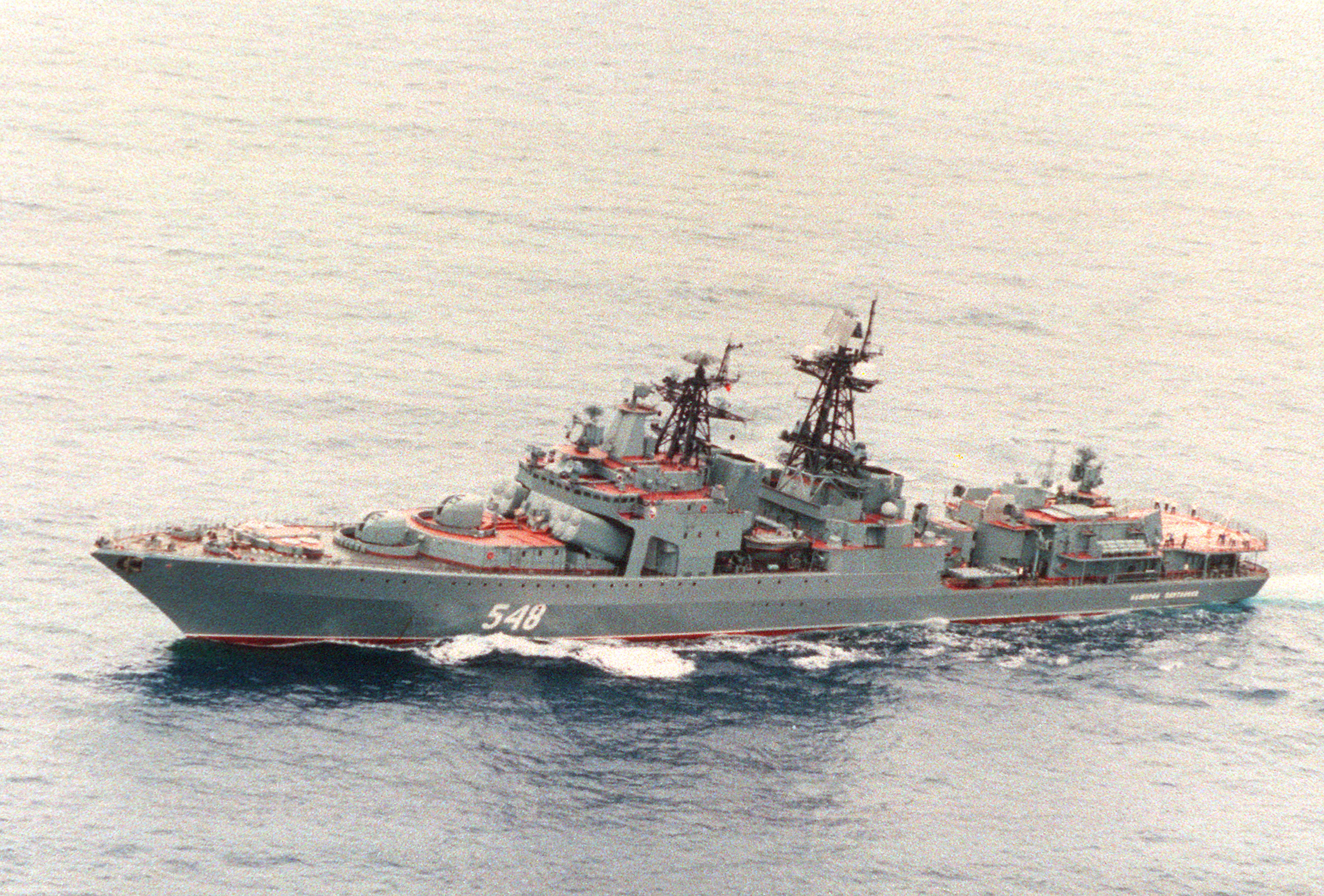
Almirante Panteleyev (548), este destructor pertenece a la Flota rusa del Pacífico.
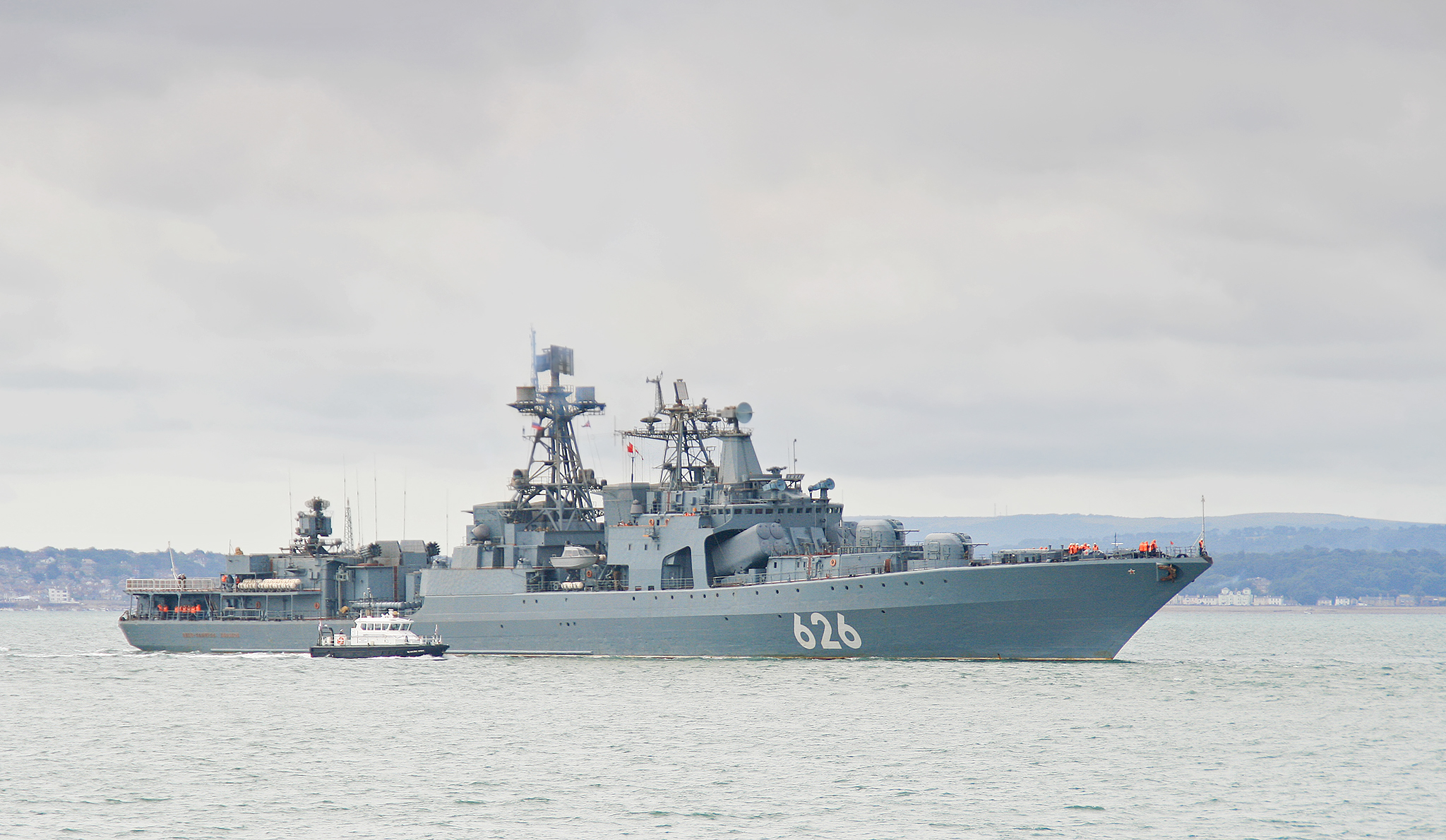
Vicealmirante Kulakov 2012.
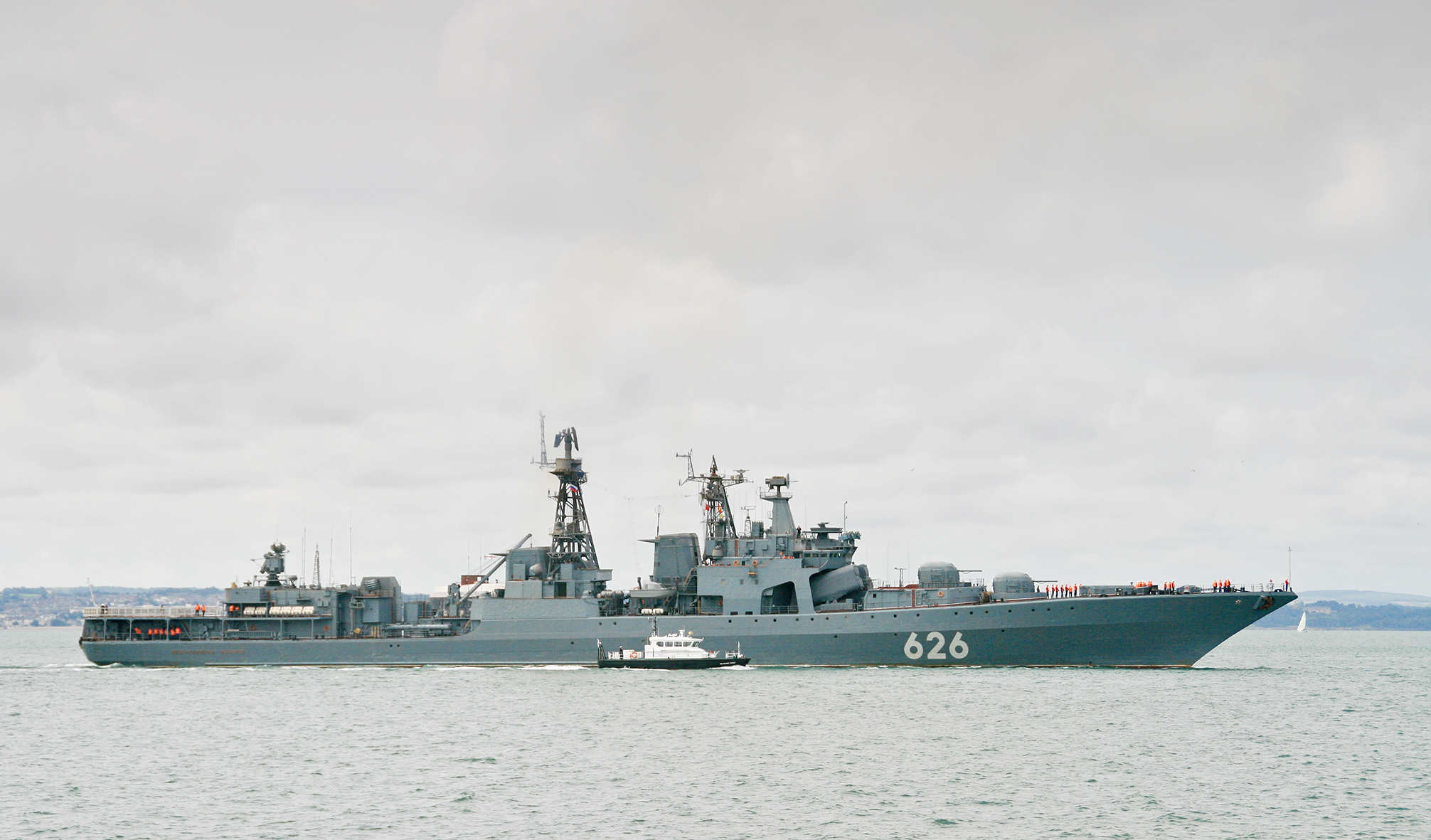
Vicealmirante Kulakov 2012.